# Jacques-François Blondel
Jacques François Blondel (Ruan, 17 de enero de 1705-París, 9 de enero de 1774) fue un arquitecto y urbanista francés, uno de los más importantes teóricos de la arquitectura del siglo XVIII. Ejercerá una notable influencia sobre los arquitectos racionalistas franceses del siglo XX. Fue el nieto del también arquitecto François Blondel, conocido como François Blondel el grande, arquitecto de la Villa de París, autor de la Puerta Saint-Denis en 1672, y cuyo curso de arquitectura había aparecido en cuatro volúmenes en 1683.

## Biografía
Un arquitecto menor, pero también un muy influyente escritor y teórico...
A minor architect, but also a very influential writer and theorist…
Nikolaus Pevsner

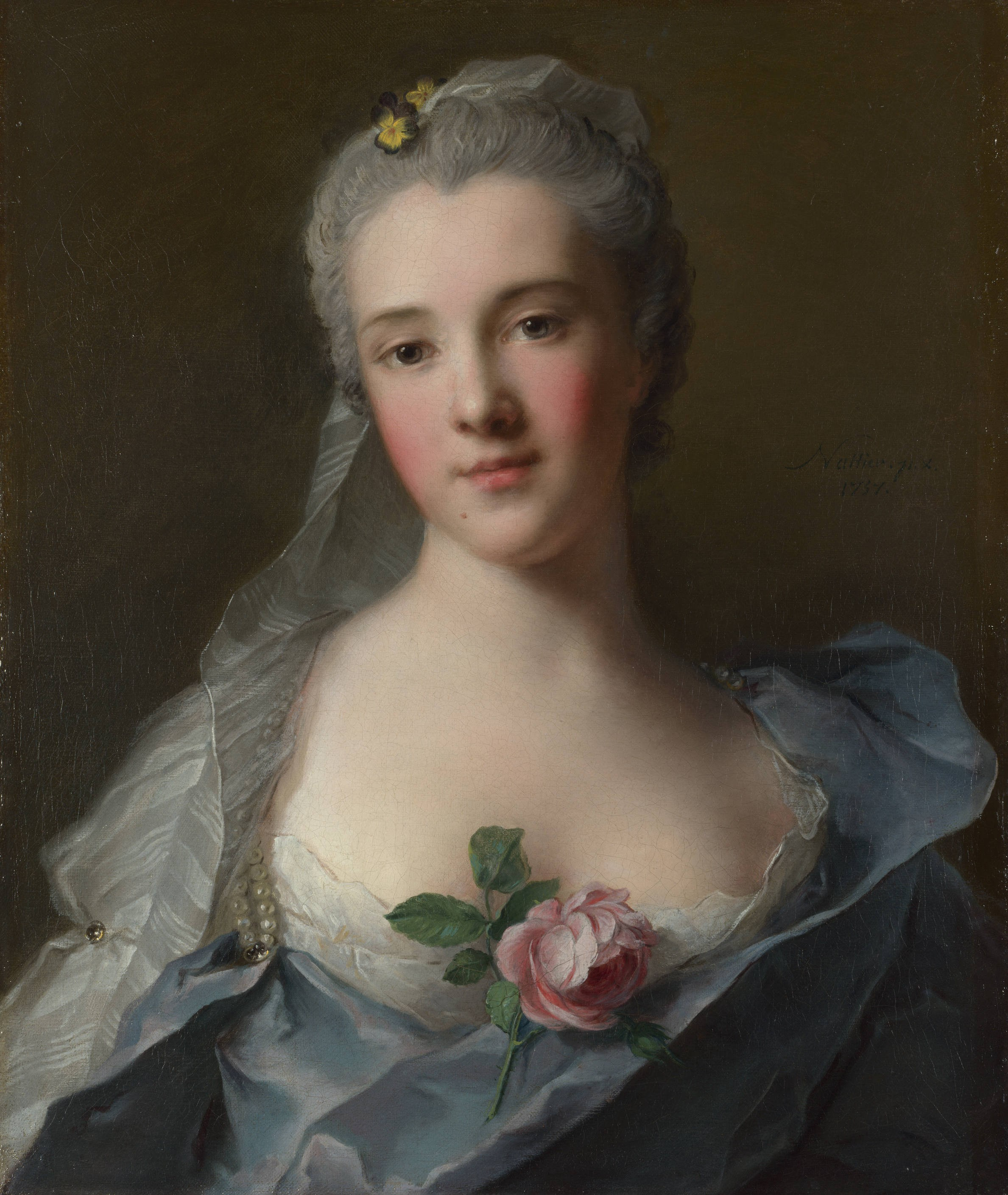
Retrato de Manon Balletti (1740-1776), casada en 1760 con Blondel.
(obra de Jean-Marc Nattier (1757), The National Gallery, Londres)

Si no hubiera que retener más que el nombre de un gran profesor de arquitectura del siglo XVIII, este sería el de Jacques-François Blondel. Nacido en Ruan, comenzó su carrera como grabador de arquitectura, pero con el tiempo se convirtió en arquitecto. Persona conservadora y reflexiva, con una mente muy racional, contribuyó a ordenar la consolidada tradición clásica francesa y su práctica. Su trabajo «De la distribution des maisons de plaisance et de la décoration en général», que se publicó en París (1737-38) y contenía 155 láminas cuidadosamente grabadas, fue enormemente influyente. Pese a ello fue rechazado en la «Académie royale d'architecture» y lo compensó abriendo en 1743, en París, una escuela privada de arquitectura, la «École des Arts»  (que cerrará dos veces para reabrir (1747 y 1754) antes de quebrar en 1754). Siguiendo el relato de uno de sus alumnos, Pierre Patte:

Antes de 1740, no había ninguna escuela en París donde un joven arquitecto pudiera formarse, y aprender todo aquello que le importaría saber, el Dibujo de la Arquitectura, del Ornamento y de la Figura, la Perspectiva, las Matemáticas, la Cantería, la «Toisé», en fin todos los detalles que conciernen a la construcción de edificios. Necesitaba trasladarse sucesivamente a casa de diferentes maestros para instruirse en cada una de estas materias, lo que alargaba mucho sus estudios, y hacia, que después del ejercicio del dibujo, descuidasen muy a menudo todo el resto. Estas  fueron las reflexiones que comprometieron a monsieur Blondel a formar una Escuela de las Artes...
Avant 1740, il n'y avoit pas d'École à Paris où un jeune Architecte pût se former, & apprendre tout ce qu'il lui importoit de savoir, le Dessin de l'Architecture, de l'Ornement & de la Figure, la Perspective, les Mathématiques, la Coupe des Pierres, le Toisé, & enfin tous les détails qui concernent la construction des bâtimens. Il falloit qu'il se transportât successivement chez différents Maîtres pour s'instruire de chacun de ces objets, ce qui allongeoit beaucoup ses études, & faisoit, qu'après l'exercice du dessin, il négligeoit le plus souvent tout le reste. Ce furent ces réflexions qui engagerent M. Blondel à former une Ecole des Arts…
Pierre Patte (1777).

En esos años, y los siguientes, una larga nómina de arquitectos franceses se beneficiaron de sus enseñanzas: Étienne-Louis Boullée, Alexandre Théodore Brongniart, Jean-François-Thérèse Chalgrin, Louis Jean Desprez, Charles De Wailly, Jacques Gondouin, Claude Nicolas Ledoux y Jean-Baptiste Rondelet; y algunos otros extranjeros, que llevarían el neoclasicismo a sus países, como el anglo-sueco Sir William Chambers o el danés Caspar Frederik Harsdorff.

Blondel fue el más importante educador francés de arquitectura del siglo XVIII... su objetivo fue establecer los principios del diseño de la arquitectura doméstica, que se correspondían con los principios clásicos ya en práctica de las construcciones civiles.
Blondel was the most significant French architectural educator of the eighteenth century.....his objective was to establish design principles for domestic architecture that correspond to the classical principles already in practice for civil structures.
The Mark J. Millard Architectural Collection: French Books. National Gallery of Art, 1993, pag. 25

Al final, por esta labor y tras la publicación, en cuatro volúmenes, de «L'Architecture française» (1752-56) —una obra que seguía la serie comenzada por el también arquitecto, Jean Marot, en la que realizó un completo estudio de la arquitectura del último siglo y en el que analizó la mayoría de los edificios franceses, elaborando un buen contexto histórico y proporcionando información detallada que de otro modo se hubiera perdido—, fue recibido en la Academia en 1755 donde le piden la remodelación de la ciudad de Metz y la mejora de Estrasburgo  y, más adelante, en 1762, llegará a ser profesor de la «École de l'Académie». Pero permanece fiel a su Escuela de Artes donde sigue enseñando.  Este reconocimiento institucional le abrió las puertas de algunos encargos públicos, como la Plaza de Armas de la villa de Metz (1761), con el acondicionamiento de la Plaza del Ayuntamiento (Hôtel de Ville) que incluyó el pórtico clásico añadido delante de la catedral gótica que los alemanes destruyeron en 1905; y el Plan de embellecimiento de la villa de Estrasburgo (1767).
En 1771 comenzó a publicar su «Cours d'architecture ou traité de la décoration, distribution et constructions des bâtiments», que incluía las lecciones impartidas en el curso de 1750 y en años siguientes. Contaba con nueve volúmenes en 1777 (un volumen de láminas cada dos volúmenes de texto), siendo  los últimos volúmenes editados bajo la supervisión de uno de sus discípulos, Pierre Patte. Su práctica y enfoque enciclopédico, que hacía caso omiso de los excesos del Rococó, sobreviviría a los cambios de gusto y se mantuvo en la corriente principal de la formación de la arquitectura francesa durante varios decenios más. 

## Teoría

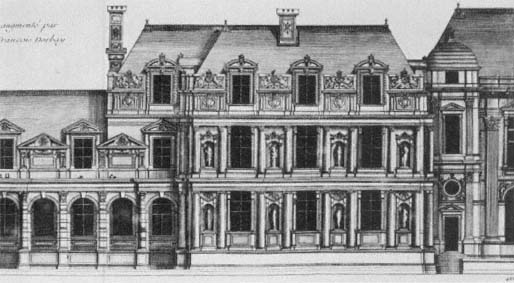
Un grabado de las Tullerias (Pabellón Bullant), incluido en «Architecture Françoise», Tomo IV, 1756.

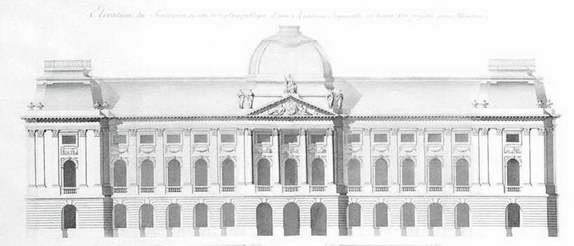
El proyecto de construcción de la Académie de Bellas Artes de Moscú

Si Jacques-François Blondel deseaba «modernizar» la enseñanza de la arquitectura, lo menos que puede decirse es que sus referencias eran por lo menos arcaicas. Su arquitecto de referencia era François Mansart, pero nada decía, por ejemplo, a propósito de los arquitectos contemporáneos, como Jacques-Germain Soufflot, cuyo proyecto y trabajos para la Iglesia de Sainte-Geneviève (futuro Panteón) eran coetáneos de su profesorado. E incluso, nada dice sobre Laugier.
Blondel buscaba un sistema absoluto de normas basado en la racionalidad de la formación académica. Pensaba que siempre debía prevalecer la búsqueda de una hermosa "ordenación" que corresponda a la finalidad del edificio: resulta de la armonía de todos los elementos, la conformidad a las leyes de la naturaleza; así como a las exigencias de la razón. 
Blondel consideraba que el ideal de belleza se halla en los modelos antiguos, sin embargo no se trata de realizar una copia servil. Las condiciones históricas y geográficas de Francia no son las mismas que las de Roma o Grecia. Lo esencial es lograr que la apariencia de una arquitectura sea armoniosa con la construcción  y sobre todo con la distribución interior, que debe ser cómoda, y con la función del edificio. Los elementos arquitectónicos debe ser lo bastante armoniosa como para expresar una especie de "poesía muda". Y así cumplir el más elevado criterio de calidad: una arquitectura de "estilo auténtico". 
Algunos arquitecto franceses del siglo XX, entre quienes figura Auguste Perret (1874-1954), el arquitecto del hormigón, verán en Blondel al primer teórico de la arquitectura neoclásica. Jacques- François Blondel no solo fue el último teórico en reconocer la total validez de la sintaxis de las columnas clásicas y en recuperarla enfrentándose a la arquitectura "irracional" y extravagante del rococó, sino que también fue el último en erigir una gran teoría de la arquitectura antes de la caída del Antiguo Régimen. 

Hay otro medio de llegar a la excelencia; consiste en remontarse a la fuente, imitando a François Mansart, asombrando como Perrault, creando como Jules Hardouin-Mansart, agradando como Bullet, y no afectándolas con el fasto de ornamentos árabes o egipcios y una similitud de miembros arquitectónicos, a menudo tan poco hechos para ir juntos. Si consiguen gustar estas verdades, se persuadirán pronto, de que se pueden hacer todavía, si no nuevas, al menos producciones muy estimables.
Blondel

Deben añadirse a esta lista algunos otros muy respetables, pero, una vez más, un poco anticuados, como su abuelo François Blondel, Germain Boffrand y Libéral Bruant. Aunque resumida, Blondel detiene su corpus de referencia, tanto teórico como edificatorio, en 1730. Fue una de las cosas que le reprochará su alumno más conocido, Ledoux, en las páginas centrales de «L'Architecture considérée sous le rapport de l'art, des mœurs et de la législation» (publicada en 1804).
Esto era tanto más extraño cuanto que Blondel era uno de los miembros de la «société des gens de lettres» que, bajo la dirección de Diderot y d'Alembert, se ocupaban de redactar la Encyclopédie. D'Alembert le presentó así:

La Arquitectura de M. Blondel, arquitecto celebre, no solamente por las muchas obras que ha realizado en París y por otras de las que ha dado los planos y que han sido realizadas para diferentes soberanos, sino aún mejor por su Traité de la Décoration des Edifices, en el que ha grabado él mismo las láminas que son muy estimadas. Se le debe también la última edición de Daviler, y tres volúmenes de la Architecture Françoise en seiscientas láminas: estos tres volúmenes serán seguidos de cinco más. El amor por el bien público y el deseo de contribuir al crecimiento de las Artes en Francia, lo hizo establecer en 1744 una escuela de arquitectura, que en poco tiempo fue muy frecuentada. M. Blondel, además de la Arquitectura que el enseñaba a sus alumnos, hizo profesar en esta escuela por hombres hábiles las partes de matemáticas, fortificación,  perspectiva, cantería de piedra, pintura, escultura, etc. relativas al arte de construir. No se podía, desde cualquier clase de mirada, hacer una mejor elección para la Enciclopedia.
L'Architecture [est] de M. Blondel, Architecte célèbre, non seulement par plusieurs Ouvrages qu'il a fait exécuter à Paris, & par d'autres dont il a donné les desseins, & qui ont été exécutés chez différens Souverains, mais encore par son Traité de la Décoration des Edifices, dont il a gravé lui-même les Planches qui sont très-estimées. On lui doit aussi la derniere édition de Daviler, & trois volumes de l'Architecture Françoise en six cens Planches : ces trois volumes seront suivis de cinq autres. L'amour du bien public & le desir de contribuer à l'accroissement des Arts en France, lui a fait établir en 1744 une école d'Architecture, qui est devenue en peu de tems très-fréquentée. M. Blondel, outre l'Architecture qu'il y enseigne à ses éleves, fait professer dans cette école par des hommes habiles les parties des Mathématiques, de la Fortification, de la Perspective, de la Coupe des Pierres, de la Peinture, de la Sculpture, etc. relatives à l'art de bâtir. On ne pouvoit donc, à toutes sortes d'égards, faire un meilleur choix pour l'Encyclopédie.
Jean le Rond d'Alembert

Salvo algunos errores materiales —títulos, año de fundación de la École des Arts, atribución de la última edición de Augustin-Charles D'Aviler, que era realmente de Pierre-Jean Mariette, pero que puede que Blondel haya grabado o regrabado las planchas— la presentación fue evidentemente muy elogiosa. Desbordado por la tarea, o poco interesado en la oportunidad, Blondel recurre frecuentemente a Aviler, errores incluidos.… Abandona la empresa tras la publicación del volumen VII (1757), sin duda porque no temiendo más que peligros, su reciente elección en la Académie d'Architecture (e incluso su acceso a encargos) le impedían asumir cualquier riesgo posterior… Los artículos mejor construidos indican que todo el conjunto sin duda había sido imaginado, si no redactado, si se tienen en cuenta las remisiones a otros artículos propuestas. (Véase el artículo relativo a la albañilería, entre otros.)
La ruptura de 1757 dará la mano a Louis de Jaucourt, caballeroso, infatigable, pero poco dado a las cosas de la arquitectura. Fue él quien redactará por ejemplo los muy indigentes artículos sobre los órdenes arquitectónicos o sobre la situación («situation», término entonces empleado como emplazamiento («site»). Entre otros colaboradores, Goussier (§ Coupe des pierres), Antoine-Nicolas Dezalliers d'Argenville (en lo concerniente a los jardines), o Edme-François Mallet, el abad Mallet (para el diseño de iglesias). Queda, sin embargo de su contribución, por ejemplo, el artículo «Décoration» que, de todos los hechos, valdría casi para resumir su doctrina: 

Decoración. Se entiende bajo este nombre la parte de la Arquitectura más interesante, aunque considerada como la menos útil, en relación, con la comodidad y la solidez. En efecto ¿cuantos édificios públicos y particulares en que la decoración deviene poco necesaria, como cuarateles, hospitales, fábricas, mercados y otras construcciones económicas, levantadas en las ciudades para retiro de las gentes de guerra, alivio de  pobres, facilidad de comercio o para alojamiento de ciudadanos destinados al tráfico, las artes mecánicas, etc?
  Pero nos seria cómodo demostrar la inutilidad de la decoración en las construcciones que acabamos de nombrar, y sin embargo, debe parecer importante que la decoración que entendemos aquí, sea de toda belleza, ya que está destinada a caracterizar los edificios sacros, los palacios de los soberanos, la residencia de grandes señores, las plazas públicas, los arcos de triunfo, las fuentes, los teatros, etc. que no pueden atraer el sufragio de las naciones extranjeras, que por los embellecimientos que les procuran la decoración de los exteriores y la magnificencia de los interiores...
Décoration. On entend sous ce nom la partie de l'Architecture la plus intéressante, quoique considérée comme la moins utile relativement à la commodité & à la solidité. En effet combien d'édifices publics & particuliers où la décoration devient peu nécessaire, tels que les casernes, les hôpitaux, les manufactures, les marchés & autres bâtimens oeconomiques, élevés dans les villes pour la retraite des gens de guerre, le soulagement des pauvres, la facilité du commerce, ou pour l'habitation des citoyens destinés au trafic, aux arts méchaniques, etc ?
 Plus il nous seroit aisé de démontrer l'inutilité de la décoration dans les bâtimens que nous venons de nommer, & plus néanmoins il doit paroître important que la décoration que nous entendons ici, soit de toute beauté, puisqu'elle est destinée à caractériser les édifices sacrés, les palais des souverains, la demeure des grands seigneurs, les places publiques, les arcs de triomphe, les fontaines, les théatres, etc. qui ne peuvent s'attirer le suffrage des nations étrangeres, que par les embellissemens que leur procurent la décoration des dehors & la magnificence des dedans…
Encyclopedie. 

Es de destacar que la decoración, aunque la menos útil, era la parte más interesante de la Arquitectura. Las dos palabras maestras eran embellecimiento («embellissement») y carácter —«Esta palabra tomada en un sentido general; significa una marca o una figura trazada en el papel, metal, piedra o cualquier otro material, con la pluma, buril, cincel u otro instrumento, a fin de hacer conocer o designar cualquier cosa». «Las bellas artes que presentan a nuesra reflexión los objetos visibles e invisibles de la naturaleza, deben designar cada una de ellas de manera que se conozca a qué género pertenecen y por qué propiedad se distingune de cualquier otro objeto de su especie. El talento de delimitar con precisión los rasgos característicos, es de hecho una de las partes capitales del arte.»— en la que Blondel centra todo sus esfuerzos teóricos.
El edificio debe de anunciar su destino, lo que Germain Boffrand había sido el primero en afirmar:

La Arquitectura, aunque parezca que su objeto no sea más que el empleo de lo que es material, es susceptible de diferentes géneros que reflejan sus partes, por así decir, animadas por los diferentes caracteres que hace sentir. Un edificio por su composición expresa, como sobre un teatro, que la escena es pastoral o trágica, que es un templo o un palacio, un edificio público destinado a un cierto uso, o una casa particular. Estos diferentes edificios, por su disposición, por su estructura, por la manera en que están decorados, deben anunciar al espectador su destino; y si no lo hacen, pecan contra la expresión, y no son lo que deben ser.
L'Architecture, quoiqu'il semble que son objet ne soit que l'emploi de ce qui est materiel, est susceptible de differens genres qui rendent ses parties, pour ainsi dire, animées par les differens caracteres qu'elle fait sentir. Un Edifice par sa composition exprime comme sur un Théatre, que la scene est Pastorale ou Tragique, que c'est un Temple ou un palais, un Edifice public destiné à un certain usage, ou une maison particuliere. Ces differens Edifices par leur disposition, par leur structure, par la maniere dont ils sont décorés, doivent annoncer au spectateur leur destination ; & s'ils ne le font pas, ils pechent contre l'expression, & ne sont pas ce qu'ils doivent être..
Livre d'Architecture…,  Germain Boffrand, p. 16.

Y es por esta teoría del carácter que se puede si no transgredir las reglas de la Arquitectura, al menos adaptarlas, como lo avanzó también Boffrand, diciendo así que las proporciones solas pueden bastar: «Estos órdenes arquitectónicos, en que las progresiones llevan del rústico a lo sublime, tienen proporciones relativas a su carácter y a la impresión que deben hacer: cada uno de estos tres órdenes tiene una elegancia que conviene a su especie únicamente, y no conviene a otra (…) No es siempre necesario para hacer sentir estos caracteres diferentes, emplear en los edificios columnas y pilastras con su entablemento...»
Con Blondel, se está ya en las premisas de lo que se llamará más tarde la arquitectura parlante, de la que los mayores adeptos serán Étienne-Louis Boullée —«Yo llamo carácter al efecto que resulta del este objeto, y causa en nosotros una impresión cualquiera»— o Claude Nicolas Ledoux: «Todas las diferentes especies de producciones que dependen de la arquitectura deben de llevar la impronta del destino particular de cada edificio, todas deben de tener un carácter que determine su forma general, y que anuncie para que es la construcción.»
«Se dice, hablando de una construcción, que su arquitectura es simbólica, cuando el estilo que caracteriza su decoración saca el motivo que ha hecho erigir el edificio…»
Como dirá a finales del siglo XVIII Quatremère de Quincy, al principio del artículo que insertó en el «Dictionnaire d'Architecture» de la Encyclopédie Méthodique: «Carácter, s.m. Hay pocas palabras de un uso más frecuente y más familiar que esta que va ser objeto de este artículo. También hay pocas que hayan sufrido de una manera más sensible la influencia del uso.» Este artículo es el más largo (de los casi 150.000) de ese diccionario.

## Publicaciones
- 1737 - De la distribution des maisons de plaisance et de la décoration en général.
- 1752-56 - L'architecture française, una actualización de la serie comenzada por Jean Marot.
- 1771-77 - Cours d'architecture civile, en 9 volúmenes, los dos últimos editados por Pierre Patte.

## Principales obras

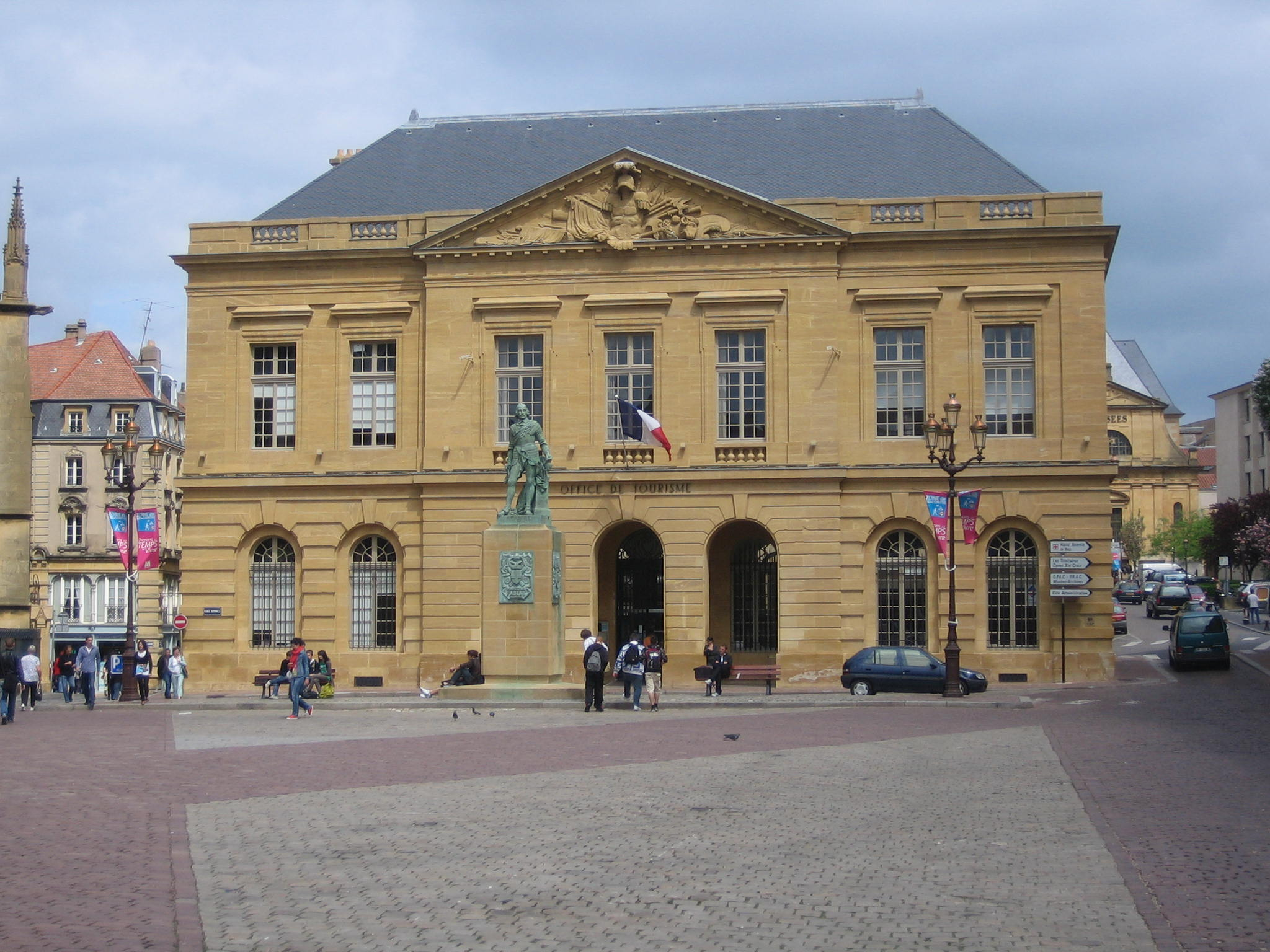
Edificio en la plaza del Ayuntamiento de Metz, obra de Blondel.

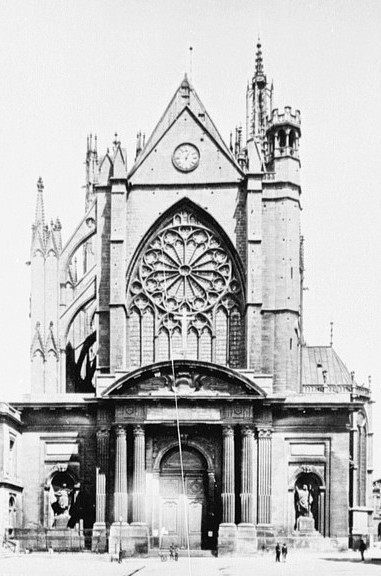
Portada de Blondel (1764), fachada occidental de la catedral de Saint-Étienne de Metz. Vista de 1877

- Plan de acondicionamiento de la Plaza de Armas de Metz. Blondel construyó el parlamento, el arzobispado, el ayuntamiento y la portada occidental de la catedral de Saint-Étienne, hoy desaparecida.
- Plan de embellecimiento de Estrasburgo, incluida la Abadía y las rejas del coro de la catedral.
- Planta del château de Vendeuvre en Normandía.